# Steven G. Tyler
Steven Gregory Tyler (* 27. Juli 1956 in Savannah, Georgia; † 6. Juli 2007 in Dade City, Florida) war ein US-amerikanischer Schauspieler.
Tyler begann nach einer Jugend, die in aufgrund der Armeezugehörigkeit seiner Eltern rund um die Welt führte, nach seinen Schulabschlüssen als Bühnenschauspieler. Neben seiner Tätigkeit für einige Fernsehserien und einer Handvoll Filme trat er auch als Sänger in Clubs in Florida auf, wo er lebte. Er starb nach langer Krankheit.

## Filmografie (Auswahl)
- 1991: Project Eliminator
- 1994: Wyatt Earp – Das Leben einer Legende (Wyatt Earp)
- 1994: Die Troublemaker (Botte di natale)
- 1995: Pointman (Fernsehserie, eine Folge)